# Casper (film)
Casper è un film fantasy umoristico del 1995 diretto da Brad Silberling, basato sull'omonimo personaggio protagonista di cartoni animati e fumetti. Il film fece ampio uso della computer-generated imagery per ricreare i fantasmi, e fu uno dei primi lungometraggi di sempre ad avere come protagonista un personaggio realizzato interamente in CGI.
Casper è stato accolto con recensioni miste da parte della critica, che ne ha elogiato gli effetti speciali, la colonna sonora, le interpretazioni del cast e la fedeltà al materiale originale (specialmente la rappresentazione del personaggio titolare), ma ne ha criticato il tono spesso cupo e l'umorismo. Costato 55 milioni di dollari, il film ha guadagnato 288 milioni di dollari.

## Trama
La perfida, nevrotica e viziata Carrigan Crittenden riceve in eredità dal ricco padre defunto solamente il castello di Whipstaff Manor, situato sulle scogliere di Friendship, nel Maine. Carrigan e il suo amico avvocato Dibs trovano una scritta tra le carte del testamento che racconta di un presunto tesoro nascosto all'interno del castello, ma scoprono che la proprietà è infestata da quattro fantasmi: il piccolo ma amichevole Casper e i suoi tre zii Molla, Ciccia e Puzza, che da sempre si divertono a spaventare e a terrorizzare chiunque voglia entrare in casa. La ricerca del tesoro è dunque ostacolata per questo motivo e Carrigan decide di far disinfestare il castello. 
Dopo che gli spettri hanno messo in fuga un prete esorcista, l'acchiappafantasmi Ray Stantz e una squadra di operai chiamata per demolire l'edificio, Carrigan contatta il dottor James Harvey, un psicoterapista che aiuta i fantasmi a risolvere le loro faccende in sospeso e a oltrepassare l'aldilà. Il dottore, il cui desiderio più profondo è quello di incontrare l'amatissima moglie Amelia, morta improvvisamente anni prima, si trasferisce a Whipstaff Manor assieme alla figlia dodicenne Kat, che disapprova il lavoro del padre ed è ormai stanca di seguirlo dal momento che i continui spostamenti non le hanno permesso di coltivare vere amicizie. 
Gli Harvey si trasferiscono a Whipstaff Manor, ma il tentativo di Casper di fare amicizia con loro fallisce quando i suoi zii provano a tormentarli e spaventarli, ma alla fine il loro piano fallisce con James che li sconfigge risucchiandoli con un aspirapolvere. Casper si guadagna la fiducia dei Harvey servendo loro la colazione e segue Kat a scuola, dove diventa popolare quando la sua classe sa che abita a Whipstaff e accetta di organizzare lì la loro festa di Halloween, data l'atmosfera della casa.
Nel frattempo, il dottor Harvey tenta delle sedute con Molla, Ciccia e Puzza, che rivelano di conoscere bene sua moglie Amelia. James, convinto che avrebbe potuto trovare lo spirito di sua moglie in qualche parte del mondo, domanda al trio fantasma se essi erano in grado di comunicare con altri spiriti. Molla, Puzza e Ciccia ammettono di poterlo fare, ma delle leggi superiori — che essi definiscono “roba di continui permessi e burocrazia” — rendono tutto molto complicato. I tre però decidono di trovare un modo e gli promettono di rintracciare Amelia a patto che lui tenga lontana Miss Crittenden. Accettato l'accordo, Ciccia va a cercare Amelia.
Scoperto che Casper non ricorda nulla della sua vita, Kat riordina la soffitta con i suoi vecchi giocattoli. Entrato nella sua vecchia camera, Casper rammenta di avere giocato sulla neve con una slitta regalatagli dal padre e di essersi ammalato per il freddo e morto di polmonite. Casper però si era rifiutato di passare nell'aldilà, divenendo così un fantasma, perché non voleva che suo padre vedovo rimanesse solo: tutti i fantasmi hanno faccende in sospeso e non possono uccidere. Leggendo alcuni vecchi giornali, Kat scopre che il padre di Casper era un grande inventore e che dopo la morte del figlio aveva dichiarato ai giornali di avere visto il suo fantasma; prima di morire aveva inventato una macchina per la resurrezione di Casper, il Lazzaro. 
Il fantasmino si ricorda della macchina del padre e porta, con un passaggio segreto, Kat nei sotterranei dove questi aveva costruito il Lazzaro, ma l'unica ampolla al mondo con il brodo primordiale per riportarlo in vita è sufficiente per un solo fantasma. Carrigan, raggiungendo i due, ruba l'ampolla e tenta di convincere il suo avvocato Dibs a morire per passare da fantasma attraverso i muri della cassaforte, localizzando il tesoro del castello. Questi però non è d'accordo: nella lite che ne segue, è l'ereditiera Crittenden a morire, cadendo dalla scogliera vicina. Tuttavia, avendo la faccenda in sospeso del tesoro, la donna morta diventa un fantasma.
Nel frattempo, in un bar, James si dà alla pazza gioia con i tre zii di Casper, che prendendolo in simpatia tentano di ucciderlo affinché lui si unisca al loro trio però dopo un bacio collettivo i tre si commuovono rinunciando al proposito ma l'uomo stesso ubriaco precipita in un tombino, morendo. James diventa un fantasma, avendo come faccenda in sospeso sua figlia rimasta sola.
Il fantasma di Carrigan prende il tesoro attraverso i muri e cerca di reclamare l'ampolla. Ma quando quest'ultimo riesce a prendere l'ampolla, Carrigan lo insulta per l'ennesima volta e l'avvocato la tradisce, decidendo di scappare e tenere per sé il tesoro. Senza pensarci due volte, la donna lo lancia fuori dalla finestra. Per fermare Carrigan, Kat e Casper le chiedono quali siano le sue faccende in sospeso e la donna risponde sprezzantemente che, avendo ormai trovato il tesoro, lei non ne ha affatto. Raggiunto quindi ogni suo intento, il fantasma della donna sparisce nell'aldilà. Si scopre poi che il famoso tesoro era solo una vecchia palla da baseball autografata da Duke Snider, dei Brooklyn Dodgers, il giocatore preferito di Casper.
Sul punto di attivare la macchina compare James, divenuto un fantasma, in compagnia di Molla, Ciccia e Puzza. Benché James non riconosca all'inizio la figlia, lei gli mostra il giuramento col mignolo che facevano sempre, facendogli rammentare tutto e quindi, sconvolto, lui si rende conto di ciò che è diventato. Casper comprende che Kat ha bisogno di suo padre e come gesto di vero affetto verso Kat offre il suo posto a James nel Lazzaro. Attivando la macchina James torna così in vita abbracciando felicemente la figlia.
Kat va alla festa di Halloween dai compagni, mentre due bulli che volevano spaventarla vengono a loro volta spaventati dagli zii di Casper. Per la generosità dimostrata, il fantasmino viene premiato da Amelia, la defunta madre di Kat chiamata dagli zii, diventata un angelo e non un fantasma come credeva James: Amelia riporta in vita Casper – che si rivela essere stato da vivo un bellissimo ragazzo dai capelli biondi – per farlo partecipare alla festa, anche se solo per alcune ore poiché egli è pur sempre una persona morta. Amelia rivela a Casper che suo padre anch'egli in paradiso è fiero di lui per il grande gesto di cuore che ha dimostrato. Casper, nelle poche ore da umano, può ballare con Kat, che inizialmente non lo riconosce, ma quando il ragazzo misterioso dice una frase che Casper le aveva detto, lo riconosce, lo abbraccia con gioia e lo bacia; il tutto mentre James incontra finalmente l'anima di Amelia, che gli svela che non è fantasma perché, grazie all'amore ricevuto da lui e Kat quando era viva, non ha faccende in sospeso.
Allo scoccare delle dieci di sera Amelia, dopo aver salutato James, torna in cielo promettendo che li proteggerà finché non saranno di nuovo insieme, mentre Casper è costretto a tornare un fantasma essendo scaduto il tempo concesso: alla sua vista tutti gli invitati fuggono via terrorizzati. Casper e Kat scherzano dicendo che è stata veramente una perfetta festa di Halloween. I tre zii di Casper cominciano a suonare e lui, Kat e suo padre ballano felici.

## Personaggi

### Camei
- In un cameo appare Dan Aykroyd in veste del dottor Raymond Stantz, già interpretato in Ghostbusters, che tenta di liberare la casa dai fantasmi fallendo clamorosamente. Mentre invece in un altro fa la sua comparsa l'attore Don Novello nei panni di Padre Guido Sarducci (personaggio noto in patria in vari show televisivi come macchietta di un predicatore da strapazzo) che afferma di essere un esorcista provetto e quindi di poter disinfestare il maniero dalla molesta presenza del trio di fantasmi. Naturalmente tale proposito non gli riesce, essendo egli stesso un ciarlatano di scarsa esperienza.[3]
- In un cameo appaiono anche Clint Eastwood, il comico statunitense Rodney Dangerfield, Mel Gibson e lo Zio Tibia[3] (che tra l'altro cita il film Mamma, ho perso l'aereo imitando il famoso urlo di Macaulay Culkin davanti allo specchio). Anche il produttore del film Steven Spielberg sarebbe dovuto apparire nel film, ma la sua apparizione venne tagliata a causa della tensione del regista ad essere ripreso.

## Produzione
La pellicola è stata esclusivamente girata presso gli Universal Studios di Los Angeles, compreso il Lago Singapore sito negli studi medesimi; una parte venne girata anche a Rockport, Maine, dal 27 gennaio all'8 giugno 1994.

## Accoglienza

### Incassi
Casper aprì al numero 1 durante il weekend del Memorial Day, incassando $ 16,8 milioni nei suoi primi tre giorni. Andò bene per tutta l'estate, chiudendo con un incasso finale di 100439549 $ in Nord America e 187600000 $ nel resto del mondo, per un totale di 288039549 $, superando di gran lunga il suo budget di $ 55 milioni e diventando un successo commerciale.
In Italia si classificò al 6º posto tra i primi 100 film di maggior incasso della stagione cinematografica 1995-96.

### Critica
Su Rotten Tomatoes ha una valutazione del 52% basata su 42 recensioni, con la lettura del consenso critico del sito: "Un film per famiglie tortuoso e insensato che ricorre spesso a effetti speciali e trasparente sdolcinatezza." Su IMDb ha una valutazione positiva di 6,2/10. Su Metacritic ha invece un punteggio di 49/100 basato su 22 recensioni.
Time Out London lo ha descritto come "un film intimo e simpatico". Roger Ebert diede al film tre stelle su quattro, definendolo "un risultato tecnico, è impressionante e divertente. E c'è anche un po' di accattivante filosofia." Robert Firsching di AllMovie ha dato al film la sua valutazione in stelle sopra la media mentre lodava il film per i suoi effetti visivi.
Gli effetti in CGI, ritenuti all'avanguardia all'epoca, e le performance di Pullman e Ricci furono lodate, soprattutto considerando che, nelle scene in cui gli Harvey interagiscono con i fantasmi, Pullman e Ricci in realtà recitavano o con niente o con cavalletto in maquette usate come riferimenti degli animatori.
La performance di Moriarty è stata criticata, con Variety che ha detto che fa "una Crudelia de Mon dei poveri".

## Colonna sonora
Musiche di James Horner.
1. No Sign of Ghosts – 7:31
2. Carrigan & Dibs – 2:40
3. Strangers in the House – 2:36
4. First Haunting/The Swordfight – 5:01
5. March of the Exorcists – 2:45
6. The Lighthouse -- Casper & Kat – 4:57
7. Casper Makes Breakfast – 3:42
8. Fond Memories – 3:39
9. "Dying" to Be a Ghost – 7:02
10. Casper's Lullaby – 5:40
11. Descent to Lazarus – 10:20
12. One Last Wish – 4:19
13. Remember Me This Way – 4:28
14. Casper the Friendly Ghost – 2:11
15. The Uncles Swing/End Credits – 6:21

Durata totale: 73:12

## Riconoscimenti
- 1996 - Saturn Award
  - Miglior attrice emergente a Christina Ricci
  - Candidatura miglior film fantasy
- 1996 - ASCAP Award
  - Film al top del box office a James Horner
- 1996 - Kids' Choice Award
  - Candidatura film preferito
- 1996 - Young Artist Awards
  - Miglior voce fuori campo giovanile a Malachi Pearson
  - Candidatura miglior film commedia o musicale per la famiglia
  - Candidatura miglior attrice giovane a Christina Ricci
- 1995 - Golden Screen
  - Golden Screen
- 1996 - Stinkers Bad Movie Award[13]
  - Candidatura peggior film

## Altri media
La serie animata Le fantasmagoriche nuove avventure di Casper del 1996 funge da sequel diretto del film live action, reintroducendo personaggi come Kat, il dottor Harvey e Vic. Inoltre Malachi Pearson, Joe Nepote, Joe Alaskey e Brad Garrett tornano a prestare la voce rispettivamente ai personaggi di Casper e del Fantasmagorico Trio.
Dopo l'acquisizione dei diritti cinematografici sul personaggio da parte della 20th Century Fox il film ha avuto due prequel apocrifi prodotti dalla Saban Entertainment: Casper - Un fantasmagorico inizio del 1997 e Casper e Wendy - Una magica amicizia del 1998, entrambi diretti da Sean McNamara. Nell'edizione italiana di entrambi i film Lorenzo De Angelis, Luca Dal Fabbro, Marcello Tusco e Mino Caprio tornano a doppiare i loro personaggi.